# WonderWaffel

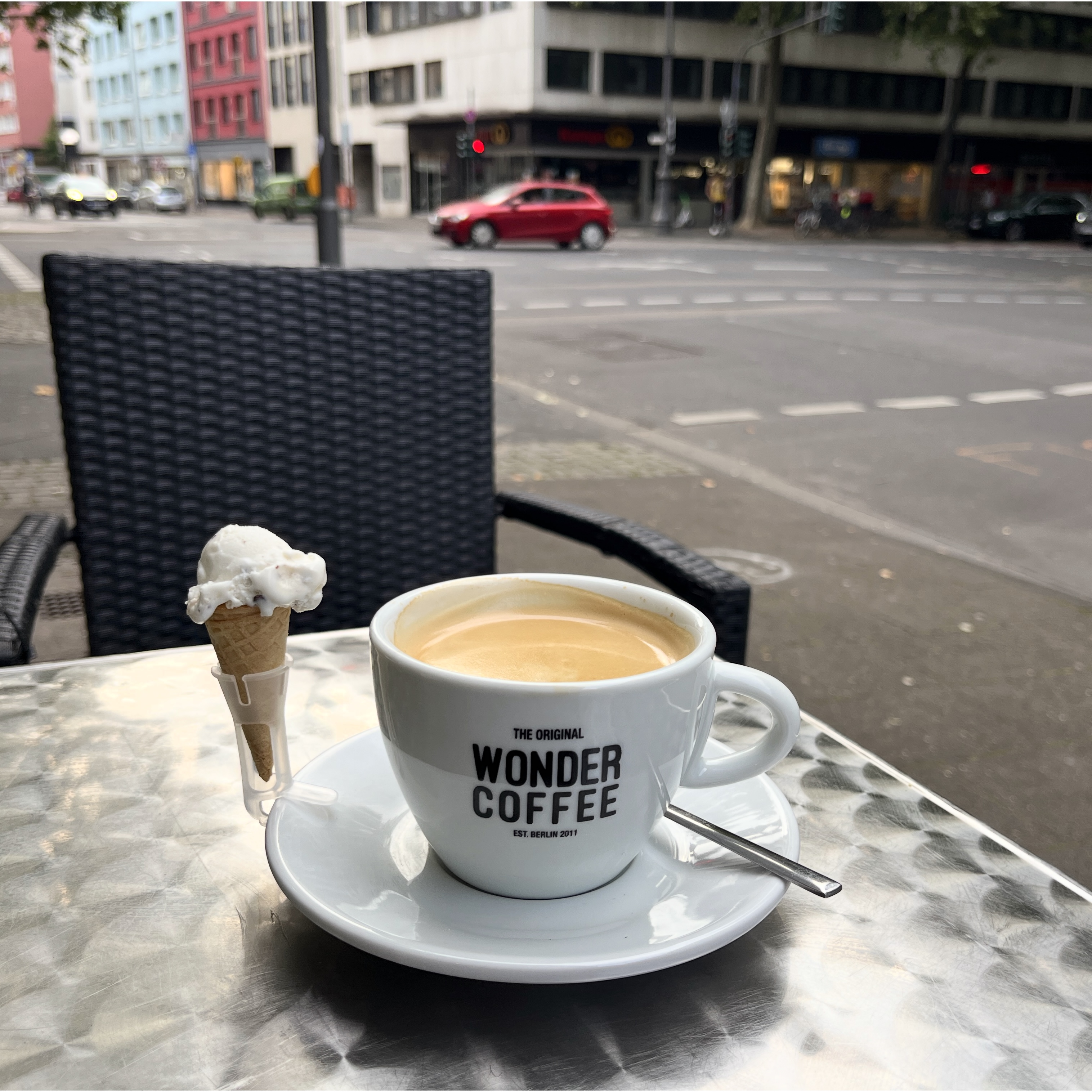
WonderCoffee.

WonderWaffel is een Duits café-concept, dat zich richt op wafels, shakes en koffie. Het bedrijf is in 2012 opgericht in Berlijn.

## Geschiedenis
WonderWaffel werd opgericht in 2012 door de Berlijnse studenten: Ulvi Topcuoglu en Bahri Murat Topcuoglu. Op 3 maart 2012 openden zij het eerste WonderWaffel-filiaal. Na de opening werden goede omzetten behaald en in drie jaar was er genoeg kapitaal vergaard om 4 nieuwe filialen in Berlijn te openen. Deze filialen werkten volgens hetzelfde principe en hadden dezelfde uitstraling, zodat dit de basis kon worden voor het latere franchiseconcept. In de beginperiode was de vraag naar het product hoog en het benodigde startkapitaal om een dergelijk bedrijf te starten laag, waardoor er in korte tijd 24 concurrenten in Berlijn ontstonden. 
Om de markt zelf te ontsluiten en de concurrentie voor te zijn, besloot het bedrijf om het als franchiseconcept uit te rollen, om op die manier in korte tijd zoveel mogelijk filialen te openen. Begin 2014 werd het eerste franchisefiliaal in Dortmund geopend. Binnen drie jaar werden 20 franchisefilialen geopend in Duitsland en Zwitserland.
In 2019 werd het eerste filiaal in Houston in de Verenigde Staten geopend.